# مارمولک خالدار
مارمولک خالدار (نام علمی: Uta stansburiana) نام یک گونه از تیره شاخی‌مارمولکان است.